# 久仁京介
久仁 京介（くに きょうすけ）は、日本の作詞家。新潟県新潟市出身。
社団法人日本作詩家協会副会長、日本音楽著作家連合文化事業委員会委員長、日本音楽著作権協会評議員。別名義に川奈右京がある。

## 略歴
- 1967年、黒沢明とロス・プリモスの「東京ロマン」で作詞家デビュー。
- テレビ番組「歌謡サロン・演歌がええじゃん」で企画制作を担当。
- 審査員をしていたカラオケ大会で竹島宏をスカウトし、2002年にデビューさせた。
- 第48回日本作詩大賞（2015年12月3日、テレビ東京）にて大賞を受賞した。[2]

## 作詞楽曲
- 渥美二郎「おまえとしあわせに」「北のものがたり」
- 石川さゆり「好きだから」
- 五木ひろし「夢の浮き橋」「もう離さない」「燃える秋」「別れの匂い」
- 北島三郎「狼」「ひとすじ」「忠治流れ旅」「こぼれ紅」
- 島津亜矢「独楽」（※2015年第48回日本作詩大賞・大賞受賞楽曲）
- 竹島宏「函館哀愁」「昼顔の花」「札幌えれじぃ」「陽のあたる場所」「笑ってください」「秋の陽だまり」「恋にやぶれて」「冷たい指先」「明日のために空を見る」「濡れて帰って」
- 竹村こずえ「能登の海鳴り」
- つばさ「オルゴール」
- 中村美律子「潮騒」「長良川鵜情」「つづれ織り」
- 新沼謙治「津軽恋女」
- 范文雀「あなたが憎めない」
- 日吉ミミ「男と女のお話」
- 福田こうへい「南部蝉しぐれ」「峠越え」
- 藤あや子「雨のものがたり」
- 森進一「わるいひと」「別れてあげる」「晩秋」
- 三山ひろし 「いごっそ魂」